# Akropong
Akropong est une ville du sud du Ghana et la capitale du district nord d'Akuapim, un district de la région orientale du sud du Ghana. Cette ville est connue pour produire des escargots et de l'huile de palme. Akropong a une population de 13 785 personnes en 2013.

## Histoire
Akropong est le site d'une station missionnaire gérée par la mission de Bâle. L'Akwapim dans lequel nous voyons aujourd'hui est devenu ce qu'il est à partir de l'immigration et des guerres tribales. Vers 1300 apr. J.-C., le peuple Guan est venu s'installer dans les montagnes d'Akwapim depuis l'Attara Finam qui se trouve dans la région de la Volta.

### Akropong-Akuapem
Akuapem et Akropong sont des États-royaumes du sud-est du Ghana. Avec l'intronisation du roi Akyem en 1773 sur le trône d'Akropong aux côtés du trône d'Akuapem, le royaume est devenu un double État connu sous le nom de royaume Akropong-Akuapem.
Le roi Oseadeeyo Addo Dankwa III d'Akropong a occupé le « siège sacré » des Akuapem-Asona, l'un des sept principaux clans Akan, pendant seize ans. En 1733, Akwamu lance son armée contre la cité-État d'Akropong, épargnée par les conquêtes Ashanti. Pour se défendre, la ville fait appel à des soldats Akyems qui sont aussi les ennemis héréditaires des Ashanti. Akropong est sauvé et, en récompense, le chef (roi) des Akim est intronisé roi d'Akropong.

### Peuple Akan
49,1% de la population du Ghana appartient aux nations Akan, les nations Akan sont un groupe linguistique d'Afrique de l'Ouest. Ce groupe comprend les peuples Akuapem, Akyem, Ashanti, Baoulé, Brong/ Abron, Fante et Nzema couvrant les régions de Brong Ahafo, Ashanti, de l'Ouest, du Centre et de l'Est, ainsi que des parties de la partie médiane de la région. Région de la Volta et dans le nord du Ghana.
Les habitants d'Akropong pratiquent le système matrilinéaire d'héritage.

## Festival
Les habitants d'Akropong célèbrent Odwira et cette cérémonie a généralement lieu en septembre/octobre. Odwira est l'un des nombreux festivals du Ghana auxquels participent des personnes de tous horizons, y compris la diaspora,.
Depuis de nombreuses décennies, le festival Odwira est un incontournable de l'expression culturelle colorée, vibrante et diversifiée du Ghana, réunissant des personnes de tous horizons pour célébrer les thèmes de la victoire, de la gratitude et de la récolte, dans l'unité. Cependant, avant même qu'Odwira ne fasse partie du paysage culturel du Ghana, elle est célébrée depuis longtemps par les habitants d'Akropong, d'Amanokrom et d'Aburi, dans la région orientale.

## Transport
Akropong est au nord-est d'Accra et le trajet d'Accra à Akropong dure 1 heure.
En raison de l'altitude d'Akropong, le climat est beaucoup plus frais que celui d'Accra voisin. La route qui monte à flanc de colline jusqu'à Akropong est une route à péage.

## Danse
Ils se distinguent par la célèbre danse Adowa.

## Affrontement avec Abiriw
En 2002-2003, il y a eu un affrontement entre Abiriw et sa ville voisine Akropong. Ces conflits ont entraîné la mort de nombreuses personnes.
Le conflit a affecté les activités de développement dans les communautés par ailleurs épris de paix de l'État d'Akuapem, dont les citoyens arborent de larges sourires même face à des provocations extrêmes.
En conséquence, pendant 20 ans, les chefs de division d'Aburi, Larteh et Adukrom ont refusé d'assister à la fête Odwira des chefs et des habitants d'Akuapem à Akropong,.

### Accord de paix de Koforidua
Le 27 août 2013, les cinq chefs de division d'Okuapeman ont signé un accord de paix à Koforidua et ont appelé les autres chefs et la population de la région à se consacrer au maintien de la paix et de l'unité entre eux.
L'accord de paix de Koforidua met fin à un conflit de chefferie vieux de 20 ans qui a provoqué de profondes divisions entre les chefs et la population de la région.
Les cinq chefs qui ont signé l'accord, ainsi que la ministre régionale de l'Est, Mme Helen A. Ntoso, et son équipe qui ont facilité les efforts de médiation, méritent des félicitations pour le bon travail accompli,.

## Conflit de chefferie
Après la mort de Nana Addo Dankwa III en 2015, Akropong est impliqué ces dernières années dans un conflit de chefferie et dans la manière chaotique avec laquelle son successeur est détrôné, et l'intronisation ultérieure de l'occupant actuel du tabouret d'Akuapem.
Le Conseil d'Okoman de la zone traditionnelle d'Akuapem, dans la région de l'Est, a appelé le président Nana Addo Dankwa Akufo-Addo à intervenir d'urgence dans le conflit de chefferie à Okuapeman, afin d'assurer une paix continue dans la région.
Après l'intervention de la Sécurité nationale, un comité de sept membres est formé le 22 décembre 2017 par le Conseil traditionnel d'Akuapem pour résoudre le conflit de chefferie, mais a ensuite été dissous en raison de menaces de mort proférées contre certains de ses membres.
La reine mère de la Paramount, Nana Afua Nketiaa Obuo, a choisi Odehyie Kwasi Akuffo et l'a installé comme nouvel Okuapenhene, mais une autre faction a installé Nana Kese comme chef suprême,.
Oseadeeyo Kwasi Akuffo III a remporté et est monté sur le tabouret Okuapeman (également connu sous le nom de tabouret Ofori Kuma), sous l'Oseadeeyo Kwasi Akuffo III le 3 mai 2020,, succédant à son défunt oncle Oseadeyo Addo Dankwa III décédé en 2015, après avoir régné pendant plus de 40 ans,,.

## Éducation
Akropong compte plusieurs établissements d'enseignement dans toute la ville. Le premier collège de formation des enseignants du Ghana, le Presbyterian Training College, est situé à Akropong. L'Église presbytérienne possède également une université dans la ville .
Akropong est également connue pour son éducation spéciale pour les aveugles (Akropong School for the Blind) ,.

## Personnes notables
- Sophie Akuffo
- William Ofori Boafo
- Edward Akufo-Addo (2e président du Ghana) et père de Nana Akufo-Addo (actuel président du Ghana)
- Oseadeeyo Kwasi Akuffo III
- Ed Reynolds, premier diplômé noir de l'Université de Wake Forest